# Odontodes metamelaenula
Odontodes metamelaenula är en fjärilsart som beskrevs av Embrik Strand 1917. Odontodes metamelaenula ingår i släktet Odontodes och familjen nattflyn. Inga underarter finns listade i Catalogue of Life.